# Nieuw Wereldtijdschrift
Die Nieuw Wereldtijdschrift (Neue Welt-Zeitschrift) oder kurz NWT war eine flämische Literaturzeitschrift, die von 1984 bis 1997 und von 1998 bis 2000 erschien. Sie war Nachfolgerin der Nieuw Vlaams Tijdschrift (NVT) (Neue Flämische Zeitschrift).

## Geschichte der Zeitschrift
Zunächst wurde die Zeitschrift durch Herman de Coninck, Piet Piryns und Hugo Claus zusammengestellt. Hugo Claus stieg bald aus dem Projekt aus, Herman de Coninck wurde Hauptredakteur und ihre prägende Gestalt.
Die Ausrichtung der NWT war links-progressiv, sie wollte den Lesern eine Mischung aus Literatur und Journalistik bieten, ähnlich, wie es de Coninck bei der Zeitschrift Humo kennengelernt hatte. Man plante anfangs eine wöchentliche Herausgabe. Da man jedoch nur 3.000 Leser hatte, erschien die Zeitschrift nur alle zwei Monate.
Die Zeitschrift war ein innovatives Magazin mit jährlich über 500 Blattseiten, das für seinen eigenen Stil und seine eigene Interpretation stand. De Coninck gelang es durch seine Verbindungen zu den modernen Literaten seiner Zeit und aus den vielen Einsendungen, die das Blatt erreichten, einen literarisch wertvollen Mix von Beiträgen zusammenzustellen. So erschienen unter anderem Erzählungen flämischer und darüber hinaus auch ausländischer Schriftsteller. Essays wurde großer Raum geboten, beispielsweise von Bruno Bettelheim über das Ghettodenken, Rudy Laermans über den Kitsch der Popmusik, Jane Smiley über Hochzeit, Sex und Kapitalismus, Piet Meeuse über die Briefe von Marcel Duchamp und Vargas Llosa über seine Teilnahme an den peruanischen Präsidentschaftswahlen.
Nach dem plötzlichen Tod de Conincks im Jahr 1997 wurde eine Doppelnummer zu dessen Gedächtnis herausgegeben. Danach erschien die Zeitschrift vier Jahre lang in veränderter Form als monatliche Beilage zur Zeitung De Morgen weiter, hauptsächlich mit denselben Redakteuren sowie mit Beiträgen der Witwe de Conincks, Kristien Hemmerechts, bevor sie im Jahr 2000 ganz eingestellt werden musste. Mitarbeiter in dieser Zeit waren etwa Bernard Dewulf, Frank Albers, Bart Moeyaert (Kolumne), Marc Reynebeau und Johan Clijsters (Zeichner).

## Zitate
- Kleine revolutie. In die dertien jaar heeft De Coninck met zijn NWT in Vlaanderen een kleine revolutie teweeggebracht. 'De uitstraling van het blad heeft mede het publieke imago van de literatuur grondig veranderd: ondogmatisch, eclectisch, niet vies van mode en actualiteit, wars van inteelt en tobberigheid, intelligent zonder intellectualistisch te zijn. Het heeft de literatuur uit het getto gehaald.’ (Hugo Brems, 1997)[5]

- Kleine Revolution. In den dreizehn Jahren (ihres Bestehens) hat De Coninck mit NWT in Flandern eine kleine Revolution zu Wege gebracht. „Der Ausstrahlung des Blattes hat das öffentliche Bild von Literatur grundlegend verändert: undogmatisch, eklektisch, der Mode und Aktualität nicht abgeneigt, abgeneigt der Inzucht und des Grübelns, intelligent, ohne intellektualistisch zu sein. Sie hat die Literatur aus dem Ghetto geholt.“ (Hugo Brems, 1997)